# دوارينة
الدوارينة (الاسم العلمي: Helianthinae) هي عمارة من النباتات تتبع الفصيلة النجمية من رتبة النجميات.

## أجناس الدوارينة
- السكالسيا